# Mărinești, Alba
Mărinești este un sat în comuna Întregalde din județul Alba, Transilvania, România.
În anul 2012 satul avea un singur locuitor.